# Relatieve Sterkte Index

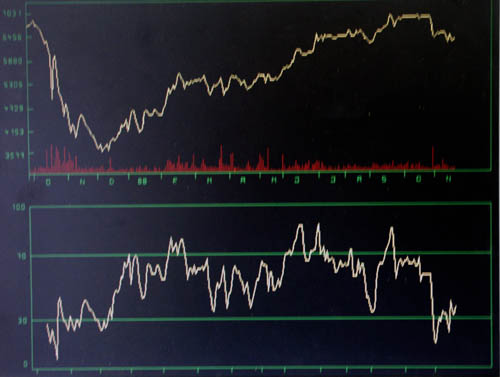
Koersgrafiek met onderaan de RSI

De Relatieve Sterkte Index of RSI is een indicator die helpt het koop- of verkoopmoment van aandelen te bepalen. De horizontale as is een tijdas, de verticale as vertoont een schaal die 0 als minimum en 100 als maximum heeft. Op 30 en 70 wordt er een horizontale lijn getekend, zo ontstaan drie zones. De zone tussen 0 en 30 wordt de koopzone (oversold) genoemd, deze tussen 30 en 70 de neutrale en de zone tussen 70 en 100 de verkoopzone (overbought). De RSI wordt tot de oscillatoren gerekend, omdat de waarde heen en weer beweegt (oscilleert) tussen de 0 en de 100.

## Berekening
De RSI wordt aangegeven als RSI( ), met tussen haakjes een getal dat aangeeft over hoeveel periodes de RSI berekend wordt. Meestal is dat 14 periodes. Voor de berekening wordt gebruikgemaakt van de volgende formule:
RSI = 100 - 100 / (1 + gemiddelde stijging / gemiddelde daling)
Om de gemiddelde stijging en gemiddelde daling te berekenen, wordt de slotkoers van elke dag vergeleken met de slotkoers van de dag ervoor. 
- Wanneer de slotkoers hoger is dan de slotkoers van de dag ervoor dan wordt de stijging (het verschil tussen de twee slotkoersen) opgeteld bij de stijgers. De som van al deze stijgingen wordt dan gedeeld door het aantal dagen waarop de berekening berust.
- Omgekeerd, wanneer de slotkoers lager is dan de slotkoers van de dag ervoor dan wordt de daling (het verschil tussen de twee slotkoersen) opgeteld bij de dalers. De som van al deze dalingen wordt dan gedeeld door het aantal dagen waarop de berekening berust, en zo verkrijgt men de gemiddelde daling.

### Signalen

#### Visuele analyse
Wanneer de RSI in de koopzone een visuele dubbele bodem vormt waarvan de tweede bodem hoger ligt dan de eerste dan spreekt men van een koopsignaal.
Wanneer de RSI in de verkoopzone een dubbele top vormt waarvan de tweede top lager ligt dan de eerste dan spreekt van een verkoopsignaal.

#### Statistische analyse
in de statistische technische analyse zijn de RSI aan- en verkoopsignalen als volgt gedefinieerd: Een aankoopsignaal treedt op indien de indicatorlijn de koopzone lijn (30) opwaarts doorbreekt en een verkoopsignaal als de indicatorlijn de verkoopzone lijn (70) neerwaarts doorbreekt.

### Volume
Een eigenschap van de RSI indicator is dat hij geen rekening houdt met de verhandelde volumes (= het aantal aandelen dat op een dag verhandeld wordt). Een verwante indicator die wel rekening houdt met de volumes is de Money Flow Index. 